# Церауксте (река)
Це́рауксте (латыш. Ceraukste) или Чяряу́кште (лит. Čeriaukštė) — река в Латвии и Литве. Течёт по территории Бауского края Латвии, а также Биржайского и Пасвальского районов Литвы. Правый приток нижнего течения Мусы.
Длина реки составляет 32 км (по другим данным — 30 км или 31 км). Площадь водосборного бассейна равняется 132 км² (по другим данным — 169 км²). Объём годового стока — 0,02 км³. Средний расход воды — 0,84 м³/с. Уклон — 1,13 м/км, падение — 23 м.
Начинается у деревни Мядиняй в Пачяряукштском старостве Биржайского района Литвы.